# Sipatuhu II
Sipatuhu II is een bestuurslaag in het regentschap Ogan Komering Ulu Selatan van de provincie Zuid-Sumatra, Indonesië. Sipatuhu II telt 1136 inwoners (volkstelling 2010).